# Колочь (платформа)
Ко́лочь — остановочный пункт Смоленского (Белорусского) направления Московской железной дороги в Можайском городском округе Московской области.
Название получила от близко протекающей р. Колочь. Расположена между д. Колочь и п. Александрово. Со стороны п. Александрово к станции примыкает д. Головино и эл. подстанция ж/д с 2-этажным домом, где проживает обслуживающий персонал.

## История
В период нормальной работы племхоза «Александрово» Колочь была станцией, от которой отходила ветка, принадлежавшая племхозу «Александрово». В конце ветки существовали склады для концкормов и патоки. «Александрово» был единственным племхозом в СССР, где выращивался племенной скот швицкой породы, он отличался высоким содержанием жира в молоке, большим весом и спокойным нравом (швицкий скот до этого выращивался в учебно-опытном хозяйстве «Вешки» и хозяйство, бывшее «Марк» (по Савёловскому направлению, платформа Лианозово) при МВЗИ). Быки племхоза неоднократно становились призёрами ВДНХ. Племенной скот продавался как в хозяйства СССР, так и за рубеж. В настоящее время несколько голов скота «швицкой» породы остались только в личных подсобных хозяйствах, у местного населения. В разное время хозяйство являлось учхозом Ветеринарной академии им. Скрябина и Московского института инженеров сельскохозяйственного производства им. В. П. Горячкина.
Здание вокзала было уничтожено в 2006-м году. В Советское время на станции, кроме электропоездов, делали остановку несколько поездов дальнего следования.
Несколько линий ж/д полотна были демонтированы, и пункт приобрёл теперешний вид — платформы Колочь.

## Движение
На остановочном пункте останавливаются все пригородные электропоезда, следующие из Вязьмы и Гагарина в Бородино или Можайск (и обратно). Кроме этого, с 7 марта 2024 года остановочный пункт посредством пригородных электропоездов Москва — Гагарин возобновил прямое пригородное сообщение с Москвой, прерванное 18 мая 2015 года по инициативе администрации Смоленской области в лице тогдашнего губернатора Алексея Островского.
Поезда дальнего следования через остановочный пункт следуют без остановок.